# Józef Zalewski
Józef Zalewski (ur. 20 sierpnia 1956 w Piaskach) – członek Polskiego Stronnictwa Ludowego, lokalny polityk i działacz samorządowy w Piasecznie, burmistrz (w latach 2001–2007 i 2007–2010), doradca wicepremiera i ministra gospodarki Janusza Piechocińskiego (w latach 2012 - 2015).
Ukończył etnografię na Wydziale Historycznym Uniwersytetu Warszawskiego. W latach 1994–1997 i 1998–2001 wiceburmistrz gminy Piaseczno, burmistrz (wybrany przez Radę Miejską) 2001–2002. Od 2002 pierwszy wybrany przez mieszkańców burmistrz miasta i gminy Piaseczno, wybrany ponownie w 2006. Kandydat do Sejmu w 1997, 2007 i 2015 oraz do Parlamentu Europejskiego w 2014 z listy PSL, a także na burmistrza Piaseczna z ramienia Stowarzyszenia Samorządowego Centrum w 2014 i z ramienia KWW Józefa Zalewskiego w 2018.
W 2001, za zasługi w działalności na rzecz rozwoju gminy Piaseczno, został odznaczony Złotym Krzyżem Zasługi.
20 listopada 2009 prokurator z Oddziałowego Biura Lustracyjnego w Warszawie skierował do sądu wniosek o wszczęcie postępowania lustracyjnego w związku z „powstałymi wątpliwościami co do zgodności z prawdą oświadczenia lustracyjnego złożonego przez Józefa Zalewskiego”.   
Zdaniem IPN w latach 1979–1987 Józef Zalewski był tajnym i świadomym współpracownikiem służb bezpieczeństwa PRL o pseudonimie „Józek” oraz przekazał SB 95 informacji operacyjno-ustnych i 22-krotnie pobrał za nie wynagrodzenie. W 2012 Sąd Okręgowy w Warszawie, po dwuletnim postępowaniu orzekł, że Józef Zalewski nie jest kłamcą lustracyjnym.
W wyborach samorządowych w listopadzie 2010 Józef Zalewski został wybrany na radnego powiatu piaseczyńskiego. W II turze wyborów na burmistrza w dniu 5 grudnia 2010 Józef Zalewski nie uzyskał reelekcji na trzecią kadencję, przegrywając ze Zdzisławem Lisem. Startował z ramienia Stowarzyszenia Samorządowego Centrum. W dniu zaprzysiężenia nowego burmistrza 14 grudnia 2010 zakończył piastowanie urzędu. 
1 grudnia 2012 został dyrektorem biura Naczelnego Komitetu Wykonawczego Polskiego Stronnictwa Ludowego. Przestał pełnić tę funkcję wraz z odejściem Piechocińskiego z funkcji Prezesa PSL w listopadzie 2015.
12 grudnia 2012 został doradcą wicepremiera i ministra gospodarki Janusza Piechocińskiego. Przestał pełnić tę funkcję wraz z odejściem Piechocińskiego z Rządu 16 listopada 2015.
We wrześniu 2023 powołany przez zarząd urzędu marszałkowskiego województwa mazowieckiego na stanowisko p.o. dyrektora Muzeum Azji i Pacyfiku w Warszawie. Wbrew decyzji komisji, która w konkursie na stanowisko dyrektora tej instytucji (ogłoszonym w marcu 2023) wskazała Magdalenę Ginter-Frołow, Zalewski pozostał na stanowisku, ponownie dostając w sierpniu 2024 misję pełnienia obowiązków dyrektora. Ministerstwo Kultury i Dziedzictwa Narodowego uznało to za niezgodne z przepisami, wskazując W przypadku wykorzystania maksymalnego okresu na jaki można powołać osobę pełniącą obowiązki dyrektora w instytucji kultury innej niż artystyczna, tj. roku, nie ma możliwości ponownego powołania p.o. dyrektora.